# دتلف راوگوشت
دتلف راوگوشت (به آلمانی: Detlef Raugust) بازیکن فوتبال و هافبک اهل آلمان شرقی بود که از سال ۱۹۷۸ میلادی عضو تیم ملی فوتبال آلمان شرقی بوده‌است. وی در ۳ بازی ملی حضور داشته و در بازی‌های ملی‌اش گلی به ثمر نرساند. دتلف راوگوشت آخرین بازی ملی خود را در سال ۱۹۷۹ میلادی انجام داد.